# Shaolin's Finest
Albums de Ghostface Killah
Bulletproof Wallets
(2001) The Pretty Toney Album
(2004)
Shaolin's Finest est une compilation de Ghostface Killah, sortie le 1er avril 2003.
Cet album comprend des titres présents sur les trois premiers albums studio du rappeur : Ironman, Supreme Clientele et Bulletproof Wallets. Il a été réalisé pour honorer le contrat de quatre albums que Ghostface Killah avait avec le label Epic Records.

## Liste des titres
| No  | Titre                                                      | Album               | Durée |
| --- | ---------------------------------------------------------- | ------------------- | ----- |
| 1.  | Daytona 500 (featuring Cappadonna et Raekwon)              | Ironman             | 4:40  |
| 2.  | Poisonous Darts                                            | Ironman             | 2:15  |
| 3.  | Camay (featuring Cappadonna et Raekwon)                    | Ironman             | 4:34  |
| 4.  | All That I Got Is You (featuring Tekitha)                  | Ironman             | 5:21  |
| 5.  | Child's Play                                               | Supreme Clientele   | 3:34  |
| 6.  | One                                                        | Supreme Clientele   | 3:45  |
| 7.  | Malcolm                                                    | Supreme Clientele   | 4:14  |
| 8.  | Apollo Kids (featuring Raekwon)                            | Supreme Clientele   | 3:54  |
| 9.  | Cherchez La Ghost (featuring U-God)                        | Supreme Clientele   | 3:11  |
| 10. | Ghost Showers                                              | Bulletproof Wallets | 4:11  |
| 11. | Never Be the Same Again (featuring Raekwon et Carl Thomas) | Bulletproof Wallets | 4:26  |
| 12. | Strawberry (featuring Killa Sin)                           | Bulletproof Wallets | 3:05  |